# Epopeea lui Ghilgameș
Epopeea lui Ghilgameș este un poem epic din Mesopotamia antică, aparținând culturii sumero-babiloniene. Este cea mai veche scriere literară păstrată a umanității, datând de la începutul mileniului al III-lea î.Hr. S-a păstrat, lacunar, pe 12 tăblițe de lut, în biblioteca regelui asirian Assurbanipal de la Ninive și povestește faptele eroice ale lui Ghilgameș, legendarul rege al cetății Uruk.

## Istoria textului
Poemul a fost descoperit abia în secolul al XIX-lea. Probabil de origine sumeriană, dar absorbit și adaptat de civilizațiile succesive ale Mediteranei orientale, poemul conține multe elemente mitologice care aveau să apară în literaturile și tradițiile mitologico-religioase ale civilizațiilor ulterioare.

## Subiectul
Potrivit mitului, la solicitările cetățenilor oprimați din Uruk, zeii le-au trimis acestora o creatură uriașă, un sălbatic, pe Enkidu, pentru a-l provoca la luptă corp la corp pe regele Ghilgameș, care îi tiraniza și le necinstea fiicele. Dar confruntarea nu s-a terminat cu o victorie clară a nici uneia dintre părți, astfel încât Ghilgameș și Enkidu au devenit prieteni nedespărțiți. Cei doi au călătorit, au fost părtași la nenumărate aventuri, și-au dovedit eroismul și curajul înfruntând creaturi fantastice periculoase, fapte care le-au dus faima peste mări și țări. 

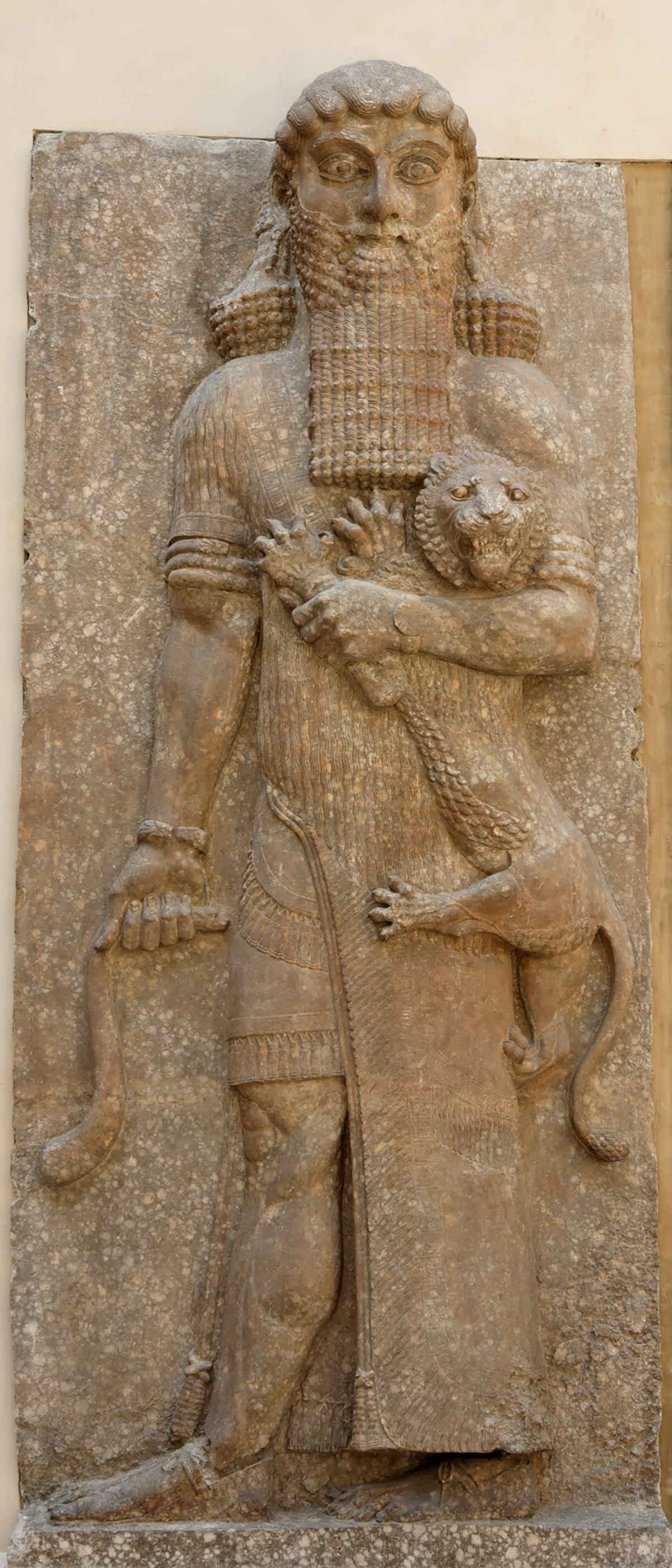
Relief cu Ghilgameș din palatul lui Sargon al II-lea (acum la Muzeul Luvru)

Prietenia dintre Ghilgameș și Enkidu era atât de strânsă încât a deranjat divinitățile. Zeița Iștar, protectoarea Uruk-ului, a încercat să-i despartă, ispitindu-l pe Ghilgameș cu declarații de iubire. Când însă acesta o respinge cu agresivitate și trufie, zeița se răzbună, ucigându-i prietenul iubit. Regele se confruntă pentru întâia oară cu pierderea ireversibilă a celei mai dragi ființe și cu implacabilul destin al oamenilor, supuși inevitabil morții. Neconsolat, puternicul Ghilgameș pleacă în căutarea nemuririi, despre care aflase că fusese acordată de zei, în mod excepțional, unui singur om, înțeleptului Uta-napiștim, supraviețuitorul Marelui Potop, cu care divinitățile pedepsiseră omenirea. Tradiția despre Uta-napiștim se va regăsi mai târziu în Biblie în relatările despre Noe. Uta-napiștim îi dă lui Ghilgameș cheia accesului la nemurire, o plantă aflată pe fundul mării. Dar, în final eroul nu va obține nemurirea, el eșuând la testul inițiatic la care fusese supus de zei. Ghilgameș se întoarce în lumea oamenilor, al cărei exponent este, resemnându-se să construiască lucruri la fel de efemere ca el însuși. 

### Secvențe narative
Episoadele poemului nu au legătură literară unele cu altele (ca rapsodiile din Iliada), fiecare narând câte o ispravă de alură colosală, săvârșite de erou; principalele isprăvi:
- lupta contra regelui Akka din Kiș
- expediția, împreună cu prietenul său Enkidu, de prindere și distrugere a monstrului Humbaba;
- lupta contra Taurului Ceresc trimis de zeița Iștar să-l ucidă pe erou, care-i refuzase dragostea;
- călătoria în imperiul subteran după floarea nemuririi;
- moartea eroului (deși nu rezultă clar din nici un text dacă e vorba și de moartea lui Ghilgameș sau numai a lui Enkidu; în varianta akkadiană, Ghilgameș călătorește în lumea cealaltă ca să afle secretul imortalității de la strămoșul său Uta-napiștim, care-i comunică și amănuntele desfășurării potopului; această versiune e de altfel cea mai unitară epic).

## Interpretare
Ceea ce este fundamental în mitul lui Ghilgameș se poate numi drama existențială a omului, lupta lui cu forțele oculte și perspectiva înfrângerii lor, raportul cu femeia și raportul de prietenie între oameni, teama de moarte și setea de nemurire; paralel, mitul rezumă alegoric istoria devenirii și destinul oamenilor ca societate: vânătoarea, păstoritul, civilizația urbană, constituirea statului arhaic, catastrofele cosmice, marile întrebări ale gândirii.